# Colt M1861 Navy

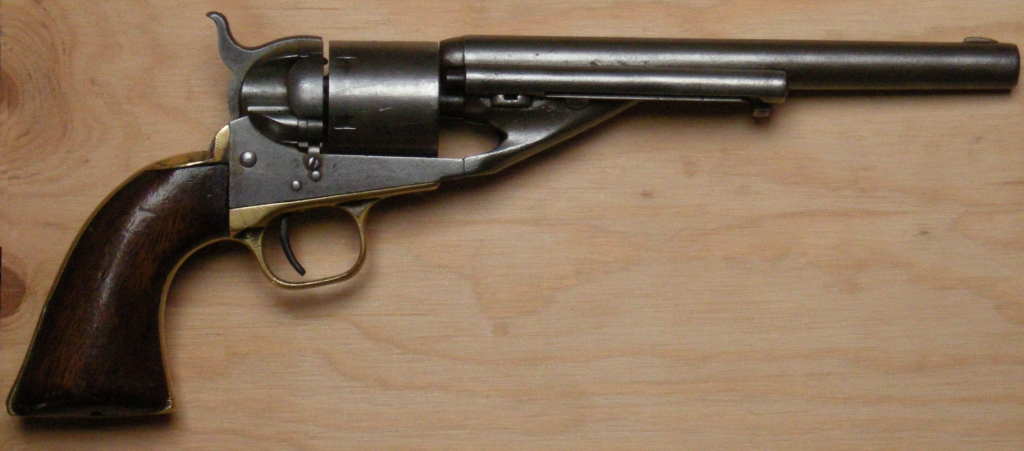
Colt Navy 1861 Conversion

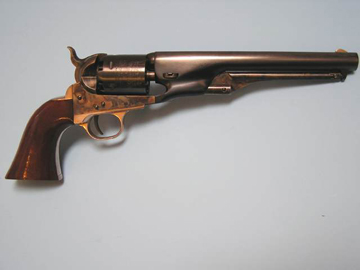
1861 Navy, друге покоління

Кольт Model 1861 Navy — капсульний револьвер калібру .36 з барабаном на шість набоїв, одиночної дії ударна зброя, яку випускала Colt's Manufacturing Company з 1861 до 1873. Він мав «ковзкий» або храповий важіль заряджання і круглий ствол від моделі револьвера .44—калібру Army Model of 1860, але мав довжину ствола на пів—дюйму коротшу, тобто 7,5 дюймів. Всього було випущено 38000 револьверів.

## Історія
Як і попередник, револьвер Кольт 1851 Navy, він набув поширення під час Громадянської війни і на американському західному кордоні, хоча їх було і вироблено менше. Загальна специфікація була схожа з ранніми моделями, але мала круглий ствол і відрізнялася шомполом. Хоча револьвер був схожий на модель Кольт Army Model 1860, але завдяки меншій віддачі набою .36 калібру револьвера 1861 Navy деякі кавалеристи надавали перевагу саме цій моделі.
Головним конкурентом револьвера, під час Громадянської війни, у Англії був самовзводний револьвер Адамса. Револьвер Адамса мав калібр кулі .49 і не потребував зводити курок після кожного пострілу. Револьвери Кольта були більш популярними тому, що вироблялися у великій кількості, у той час як револьвери Адамса були штучною продукцією досвідчених зброярів. У США головни суперником Кольта був револьвер Remington Model 1858.

## Характеристики
Існувало кілька варіантів револьвера Кольта Model 1861 Navy. Приблизно 100 перших револьверів були зроблені рифленими барабанами без гравірування на барабанах. Інші 100, зроблені у діапазоні серійних номерів з 11000 до 14000 мали плечовий упор — було прибрано нижній щит віддачі і додано четвертий гвинт на раму для упору. Окрім перших 50-ти револьверів, усі інші мали пази для насадки. Стандартом була латунна захисна скоба і вкрита сріблом задня частина скоби. Барабани револьверів Navy 1851 та 1861 Navy мали гравіювання сцени перемоги Другого Техаського флоту у битві при Кампече 16 травня 1843. Гравіювання зробив Уотерман Ормсбі.
Револьвер Кольта 1861 Navy зазвичай використовували з паперовими набоями, тобто, з набоєм, що складався з паперу, який був просякнутий азотом, попередньо відміряного заряду чорного пороху і кулі, яка була або кругла або конічна свинцева. Папір, просякнутий азотом, повністю згоряв і використання паперових набоїв пришвидшувало заряджання. На вибір можна було заряджати револьвери відміряними порціями пороху і свинцевими кулями.

## Colt 1851 Navy Conversions
Після завершення дії патенту Ролліна Уайта (3 квітня 1869), деякі револьвери Navy 1861 і його попередник, револьвер Colt 1851 Navy, були перероблені або вироблялися під новий набій калібру .38 кільцевого або центрального запалення, Colt Model 1861 Richards- Mason Conversion на фабриці Кольта.